# Убийствата на улица „Морг“
Убийствата на улица „Морг“ е разказ от 1841 на американския писател Едгар Алън По, в жанр детективска история. Заедно с разказите „Загадката на Мари Роже“ и „Похитеното писмо“, „Убийствата на улица „Морг““ влиза в трилогията на автора за френския любител на мистерии Огюст Дюпен.

## Сюжет
На парижката улица „Морг“ е извършено жестоко убийство. Убити са вдовицата мадам Л' Еспаниѐ и дъщеря ѝ. Вестник разкрива, че гърлото на майката е разрязано така, че едва се държало, а дъщерята е била задушена и напъхана в комин.
Дюпен прочита във вестника статията за това убийство. Заподозрян и арестуван бил някой си Льобен, когото Дюпен познавал. Любителят на мистерии е убеден, че приятелят му не е виновен и започва да разследва случая. Той се познава с полицейски префект и от него научава обстоятелствата около убийството, а на разказвача на историята (когото той познава), показва статията във вестника, където има и свидетелски показания.
Дюпен открива, че убиецът е орангутан, чийто стопанин сам се предава на полицията. Той е моряк и разказал, че орангутанът повтаря точно неговите действия. Веднъж морякът се опитал да го обезглави по същия начин, както животното убило двете жени. Но маймуната взела брадвата и избягала от къщата на стопанина си по гръмоотвод. По-късно се е вмъкнала в къщата на мадам Л' Еспаниѐ и е направила двойното убийство. Последвайки животното, морякът станал свидетел на убийството. Дюпен решава, че човекът е невинен и го пуска.

## Адаптации

### Филми
- Убийство на улица „Морг“ (1914)
- Убийство на улица „Морг“ (1932)
- Призракът от улица Морг (1953)
- Убийство на улица „Морг“ (1971)

### Песни
- Убийство на улица „Морг“ – хитова песен в стил хевиметъл на групата Айрън Мейдън.

Издава се също така и списание „Рю Морг“, което се печата в Торонто. По-късно е създадена и радиостанция със същото име.